# Крістоффер Ларсен
Крістоффер Ларсен (норв. Kristoffer Larsen, нар. 19 січня 1992, Берген) — норвезький футболіст, півзахисник клубу «Сарпсборг 08».

## Клубна кар'єра
Народився 19 січня 1992 року в місті Берген. Вихованець команди «Вестсіден-Аскей», де 2009 року і розпочав дорослу кар'єру у четвертом за рівнем дивізіоні країни.
На початку 2011 року перейшов у клуб вищого дивізіону «Бранн». Відіграв за команду з Бергена наступні п'ять з половиною сезони своєї ігрової кар'єри, провівши за клуб понад 100 матчів. Крім того недовго пограв за клуб другого за рівнем дивізіону «Генефосс».
3 червня 2016 року перейшов у данський клуб «Люнгбю», де провів півтора сезони, після чого у січні 2018 року повернувся на батьківщину, де став гравцем клубу «Сарпсборг 08». Станом на 30 листопада 2018 року відіграв за команду із Сарпсборга 16 матчів в національному чемпіонаті.

## Виступи за збірні
2012 року залучався до складу молодіжної збірної Норвегії. На молодіжному рівні зіграв у 4 офіційних матчах.

## Статистика виступів

### Статистика клубних виступів
| Сезон                       | Клуб                        | Чемпіонат                   | Чемпіонат | Чемпіонат | Національний кубок | Національний кубок | Національний кубок | Континентальні кубки | Континентальні кубки | Континентальні кубки | Суперкубки | Суперкубки | Суперкубки | Усього | Усього |
| Сезон                       | Клуб                        | Ліга                        | Ігор      | Голів     | Ліга               | Ігор               | Голів              | Ліга                 | Ігор                 | Голів                | Ліга       | Ігор       | Голів      | Ігор   | Голів  |
| --------------------------- | --------------------------- | --------------------------- | --------- | --------- | ------------------ | ------------------ | ------------------ | -------------------- | -------------------- | -------------------- | ---------- | ---------- | ---------- | ------ | ------ |
| 2009                        | «Вестсіден-Аскей»           | 3Д (IV)                     | ?         | ?         | КН                 | ?                  | ?                  | -                    | -                    | -                    | -          | -          | -          | ?      | ?      |
| 2010                        | «Вестсіден-Аскей»           | 3Д (IV)                     | ?         | ?         | КН                 | ?                  | ?                  | -                    | -                    | -                    | -          | -          | -          | ?      | ?      |
| Усього за «Вестсіден-Аскей» | Усього за «Вестсіден-Аскей» | Усього за «Вестсіден-Аскей» | ?         | ?         |                    | ?                  | ?                  |                      | -                    | -                    |            | -          | -          | ?      | ?      |
| 2011                        | «Бранн»                     | ЕС                          | 6         | 0         | КН                 | 3                  | 0                  | -                    | -                    | -                    | -          | -          | -          | 9      | 0      |
| 2012                        | «Бранн»                     | ЕС                          | 21        | 2         | КН                 | 5                  | 0                  | -                    | -                    | -                    | -          | -          | -          | 26     | 2      |
| 2013                        | «Бранн»                     | ЕС                          | 21        | 2         | КН                 | 3                  | 3                  | -                    | -                    | -                    | -          | -          | -          | 24     | 5      |
| 2014                        | «Бранн»                     | ЕС                          | 12        | 1         | КН                 | 3                  | 3                  | -                    | -                    | -                    | -          | -          | -          | 15     | 4      |
| 2014                        | «Генефосс»                  | 1Д (ІІ)                     | 13        | 6         | КН                 | -                  | -                  | -                    | -                    | -                    | -          | -          | -          | 13     | 6      |
| 2015                        | «Бранн»                     | 1Д (ІІ)                     | 26        | 6         | КН                 | 4                  | 0                  | -                    | -                    | -                    | -          | -          | -          | 30     | 6      |
| 2016                        | «Бранн»                     | ЕС                          | 5         | 0         | КН                 | 1                  | 0                  | -                    | -                    | -                    | -          | -          | -          | 6      | 0      |
| Усього за «Бранн»           | Усього за «Бранн»           | Усього за «Бранн»           | 91        | 11        |                    | 19                 | 6                  |                      | -                    | -                    |            | -          | -          | 110    | 17     |
| 2016–17                     | «Люнгбю»                    | СЛ                          | 27        | 4         | КД                 | 1                  | 0                  | -                    | -                    | -                    | -          | -          | -          | 28     | 4      |
| 2017–18                     | «Люнгбю»                    | СЛ                          | 14        | 1         | КД                 | 2                  | 1                  | ЛЄ                   | 4                    | 2                    | -          | -          | -          | 20     | 4      |
| Усього за «Люнгбю»          | Усього за «Люнгбю»          | Усього за «Люнгбю»          | 41        | 5         |                    | 3                  | 1                  |                      | 4                    | 2                    |            | -          | -          | 48     | 8      |
| 2018                        | «Сарпсборг 08»              | ЕС                          | 0         | 0         | КН                 | 0                  | 0                  | ЛЄ                   | 0                    | 0                    | -          | -          | -          | 0      | 0      |
| Усього за кар'єру           | Усього за кар'єру           | Усього за кар'єру           | 145+      | 22+       |                    | 22+                | 7+                 |                      | 4                    | 2                    |            | -          | -          | 171+   | 31+    |